# Goulien

Goulien este o comună în departamentul Finistère, Franța. În 1 ianuarie 2022 avea o populație de 440 de locuitori.